# Benno Bentzin
Benno Bentzin,  eigentlich Horst Hans Fritz Bentzin (* 20. September 1929 in Berlin; † 11. September 1991 in Frankfurt am Main) war ein deutscher Schauspieler.

## Leben
Nach seiner Schauspielausbildung bei Otto Warlich und der Schauspielakademie Der Kreis in Berlin von 1947 bis 1949 begann Benno Bentzin (Geburtsname: Horst Hans Fritz Bentzin) seine Karriere mit kurzen Engagements in Berlin, Chemnitz und Döbeln. In der Spielzeit 1953/1954 wurde er als „1. Held und Bonvivant“ das Theater in Meiningen verpflichtet und wechselte in der nächsten Spielzeit im gleichen Fach an das Friedrich-Wolf-Theater in Neustrelitz. 1955 kehrte schließlich nach Berlin zurück und spielte am Theater der Freundschaft. Kurze Zeit darauf hatte er seine ersten Auftritte im Fernsehen und bei der DEFA. Ende der 1950er Jahre ging er in die Bundesrepublik und wirkte hier am Stadttheater Castrop-Rauxel sowie als Aufnahme- und Produktionsleiter beim Hessischen Rundfunk.

## Filmografie
- 1956: Zwischenfall in Benderath
- 1958: Geschwader Fledermaus
- 1969: Christoph Kolumbus oder Die Entdeckung Amerikas (Fernsehfilm – Aufnahmeleitung)
- 1971: Tatort: Frankfurter Gold (Fernsehreihe – Aufnahmeleitung)

## Theater
- 1951: Arthur Miller: Alle meine Söhne – Regie: Konrad Kloß (Puhlmann-Theater Berlin)
- 1955: Jewgeni Schwarz: Die verzauberten Brüder – Regie: Hans-Dieter Schmidt (Theater der Freundschaft)
- 1956: Hertha Greef: Mann und Frau im Essigkrug – Regie: Hans-Dieter Schmidt (Theater der Freundschaft)
- 1956: Josef Kajetán Tyl: Schwanda, der Dudelsackpfeifer von Strakonitz – Regie: Josef Stauder (Theater der Freundschaft)
- 1956: Curt Corrinth: Trojaner – Regie: Robert Trösch (Theater der Freundschaft)
- 1957: André Birabeau: Erste Liebe (Herr Marechal) – Regie: Josef Stauder (Theater der Freundschaft)